# Torre Reforma

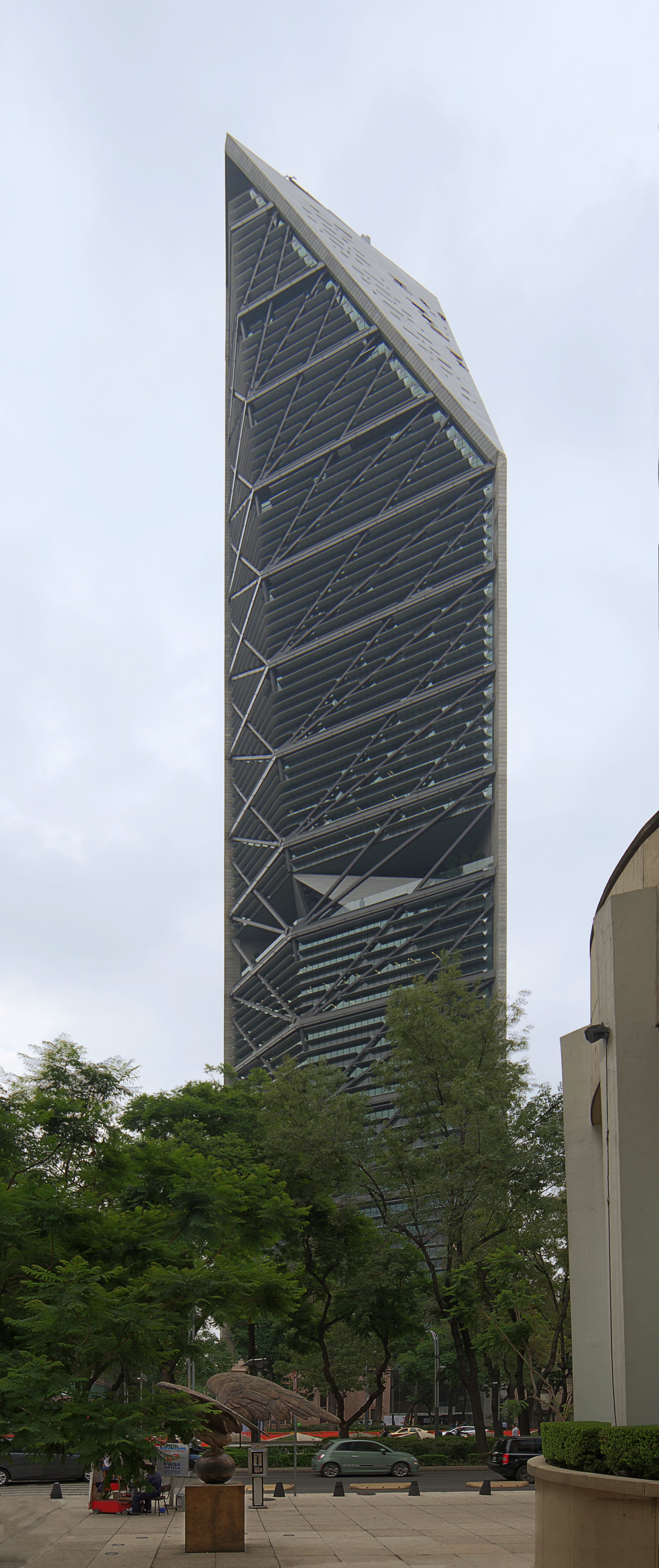

Torre Reforma är en skyskrapa och tillika Mexikos högsta byggnad som stod klar 2012. Den är 244 meter hög, och står i Paseo de la Reforma nr. 483 i Mexico City, precis vid sidan av det som tidigare var landets högsta byggnad, Torre Mayor (225,6 m). Byggnadsarbetet påbörjades i maj 2008.